# Heterorachis
Heterorachis là một chi bướm đêm thuộc họ Geometridae.